# Réseau express régional tessinois
Le réseau express régional tessinois, ou RER tessinois (en italien : Rete celere del Canton Ticino), est un réseau express régional utilisant l'infrastructure des lignes ferroviaires situées sur le territoire du canton du Tessin en Suisse et de la Lombardie en Italie. La plupart des lignes sont exploitées par TiLo.

## Généralités
Le réseau express régional tessinois est un réseau express régional transfrontalier desservant le canton du Tessin et la Lombardie. Il est centré sur les trois grandes agglomérations du Tessin, à savoir Bellinzone, la chef-lieu du canton, Lugano et Locarno. Six des huit lignes transitent par la gare de Lugano et trois traversent également la gare de Bellinzone. Le RER relie aussi les localités secondaires, comme Biasca, Arbedo-Castione, Ponte Tresa, Stabio ou encore les villes du district de Mendrisio aux grandes pôles du canton. Il assure également, grâce à la ligne RegioExpress 80, un lien international à cadence régulière importante entre le Tessin et la ville métropolitaine de Milan.

## Infrastructures
Le RER tessinois s'organise autour de l'artère centrale qu'est la ligne du Gothard, axe traversant l'ensemble du canton du Tessin du nord au sud en le reliant à l'Italie où les trains RE80 à destination de Milan circulent sur la ligne de Chiasso à Milan. Depuis le changement d'horaire du 13 décembre 2020, le tunnel de base du Ceneri a été mis en service et est parcouru par les trains du RER Tessin, réduisant ainsi le temps de trajet entre Bellinzone et Lugano, deux pôles majeurs du canton du Tessin. À cet axe principal se rajoute la ligne de Giubiasco à Locarno qui relie Locarno, troisième ville la plus peuplée du Tessin, à Bellinzone ainsi qu'à Lugano sans rebroussement via le tunnel de base du Ceneri. Ces deux lignes forment un « T » assurant un lien direct entre les plus grandes villes du canton.
Depuis la mise en service en 10 juin 2018 de la ligne de Varèse à Mendrisio, les trains du RER tessinois empruntent cette infrastructure pour relier Bellinzone et Lugano à l'aéroport de Milan Malpensa en poursuivant sur la ligne de Gallarate à Varèse jusqu'en gare de Varèse, puis sur la ligne Domodossola–Milan jusqu'à la gare de Busto-Arsizio où les RER empruntent le raccordement en « X » pour rejoindre la ligne de Saronno à Novare et enfin la ligne Busto Arsizio-Malpensa Aéroport jusqu'à l'aéroport de Milan-Malpensa.
Les lignes Cadenazzo–Luino et Luino–Milan voient passer les trains de la ligne S30 reliant Cadenazzo à Gallarate via Luino. Le chemin de fer Lugano–Ponte Tresa à voie métrique voit quant à lui passer les trains de la ligne S60.

## Histoire

### 2001-2008: Genèse et mise en place d'un premier réseau express régional

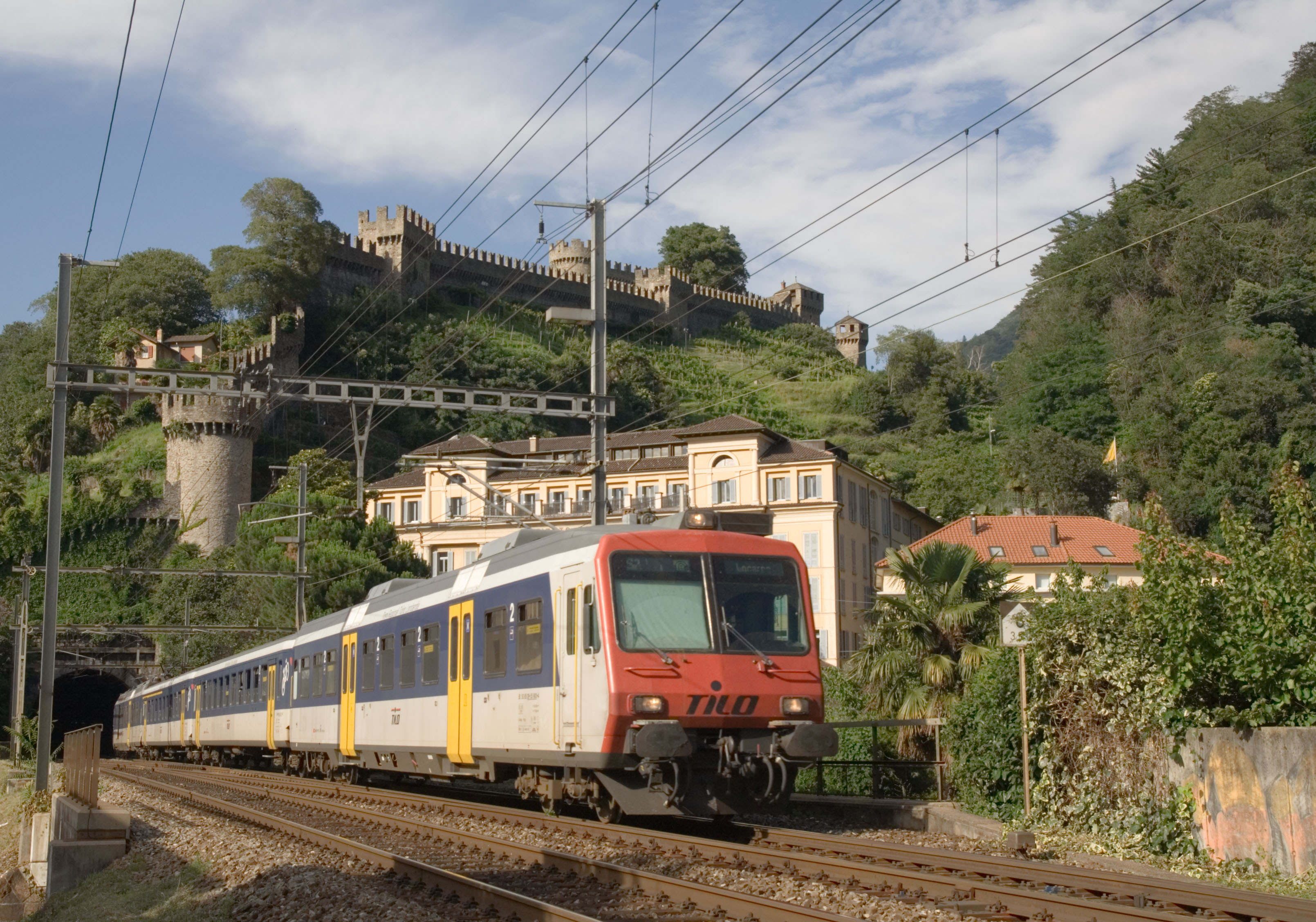
Ancienne rame Colibri assurant un service de la ligne S2 reliant Bellinzone à Locarno le 7 7 2007.

L'idée d'un service de trains réguliers et cadencés dans le canton du Tessin a pris forme en 2001, dans le cadre de l'accord entre la Suisse et l'Italie pour le développement des liaisons transfrontalières. L'idée fait partie du projet Rail 2000.
L'entreprise TiLo est créée en 2004 par les Chemins de fer fédéraux suisses et Trenitalia pour mettre en place un réseau express régional autour de Lugano. À l'origine, le réseau est composé des lignes S1, S2 et S3. En 2005, à la suite d'un succès plus important que prévu, plusieurs trains ont vu leur composition renforcée pour faire face à l'afflux de voyageurs.
La première rame Stadler FLIRT de TiLo est sortie des usines de Bussnang vers juin 2006 pour une arrivée au Tessin le 12 juin 2006 afin de procéder à des tests de fiabilité technique. Cette rame fait partie d'une commande de 19 unités. Ces trains ont été d'abord mis en service sur la ligne S1 reliant Bellinzone à Lugano et Chiasso. La livraison de la flotte a été terminée au début de l'année 2008. La première rame FLIRT circulant en service international a été baptisée Lombardia le 17 octobre 2008 en gare de Côme San Giovanni. À partir du changement d'horaire de décembre 2008, ces rames ont circulé en service international sur la ligne S10 entre Bellinzone, Lugano, Chiasso, Côme et Albate.
À la suite de ce même changement d'horaire, les lignes ont été renommées S10, S20 et S30 pour éviter les conflits avec les lignes du service ferroviaire suburbain de Milan qui s'étend jusqu'à Chiasso. La desserte du chemin de fer Lugano–Ponte Tresa a été intégrée à cette même date en tant que ligne S60 du RER Tessin,. Les rames FLIRT ont quant à elles été mises en service sur des lignes internationales jusqu'en gare d'Albate-Camerlata. Ils sont également chargés d'assurer la desserte toutes les demi-heures du district de Mendrisio. En outre, le temps de trajet entre Bellinzone et Chiasso est réduit de 10 minutes à la suite de la suppression de l'arrêt prolongé en gare de Lugano. Enfin, la nouvelle gare de Riazzino-Cugnasco, déplacée de 900 mètres vers le sud, a été mise en service. Elle est entièrement accessible aux personnes à mobilité réduite.

### 2008-2014: Construction d'une nouvelle ligne entre Mendrisio et Stabio
Début décembre 2008, le chantier d'une nouvelle ligne reliant Mendrisio à Varèse est inauguré à Stabio. L'objectif visé est de relier Lugano à l'aéroport de Milan Malpensa en une heure à partir du changement d'horaire de décembre 2013. Un point nodal de correspondances est même projeté en gare de Gallarate et une desserte par trains InterRegio circulant toutes les deux heures est envisagée entre le Tessin et l'aéroport de Malpensa avec une desserte de quatre arrêts : 4 arrêts entre Mendrisio et Varèse : Stabio, Gaggiolo, Arcisate et Induno Olona. Le potentiel de cette nouvelle ligne de 17,607 kilomètres est estimé à 6 000 passagers par jour.
TiLo a fait savoir par le biais d'un communiqué de presse publié à la fin du mois de septembre 2010 que la fréquentation des lignes avait augmenté d'environ 50 % lors de la fête du raisin du Mendrisiotto par rapport à la même période l'année passée. Cette affluence record a même nécessité la circulation d'un train supplémentaire Stadler FLIRT en unité double dans la nuit du 25 au 26 septembre 2010 entre 1 h 30 et 2 h 30.
La nouvelle gare de Castione-Arbedo, dont les travaux de génie civil avaient été commencés en mai 2009, a été inaugurée le 10 décembre 2010, préfigurant un futur pôle d'échanges avec les autobus et le parc relais. À partir du changement d'horaire du 12 décembre 2010, la gare est devenue le terminus des lignes S10 et S20, assurant respectivement des relations vers Côme/Milan et Locarno. Ce nouveau terminus vise à soulager le trafic de la gare de Bellinzone de plusieurs retournements de trains par heure, elle qui était, jusqu'alors, le terminus de ces deux lignes. L'objectif, selon Roberto Tulipani, coordinateur régional des CFF au Tessin, est d'améliorer la chaîne de transports en commun entre le Val Mesolcina, Bellinzone et le sud du Tessin.
Avec le changement d'horaire du 11 décembre 2011, une première liaison directe a été mise en service entre Bellinzone et l'aéroport de Malpensa par prolongement de la ligne S30 via le raccordement direct de Busto Arsizio.
À la suite du changement d'horaire du 9 décembre 2012, les liaisons entre le Tessin et la gare de Milan-Centrale sont fortement renforcées avec la mise en place de cinq allers vers Milan et six retours. Un nouveau quai rénové et accessible aux personnes à mobilité réduite est quant à lui mis en service en gare de Mendrisio.
Selon un communiqué de presse publié le 14 décembre 2012, les travaux de la ligne de Mendrisio à Varèse étaient très avancés dans le secteur de la gare de Mendrisio ainsi qu'en bonne voie pour la construction de la gare de Stabio et la mise en place de l'infrastructure ferroviaire entre ces deux gares. Les objectifs des CFF sont revus : la fin des travaux de génie civil sont alors prévus pour l'été 2013 afin d'assurer les tests opérationnels puis d'ouvrir la ligne pour l'exploitation commerciale à la mi-2014.
Lors du changement d'horaire du 15 décembre 2013, la nouvelle gare de Mendrisio San Martino est mise en service tandis que le déploiement de rames RBDe 560 (Domino) est prévu pour remplacer les plus vieux trains circulant sur le réseau,.

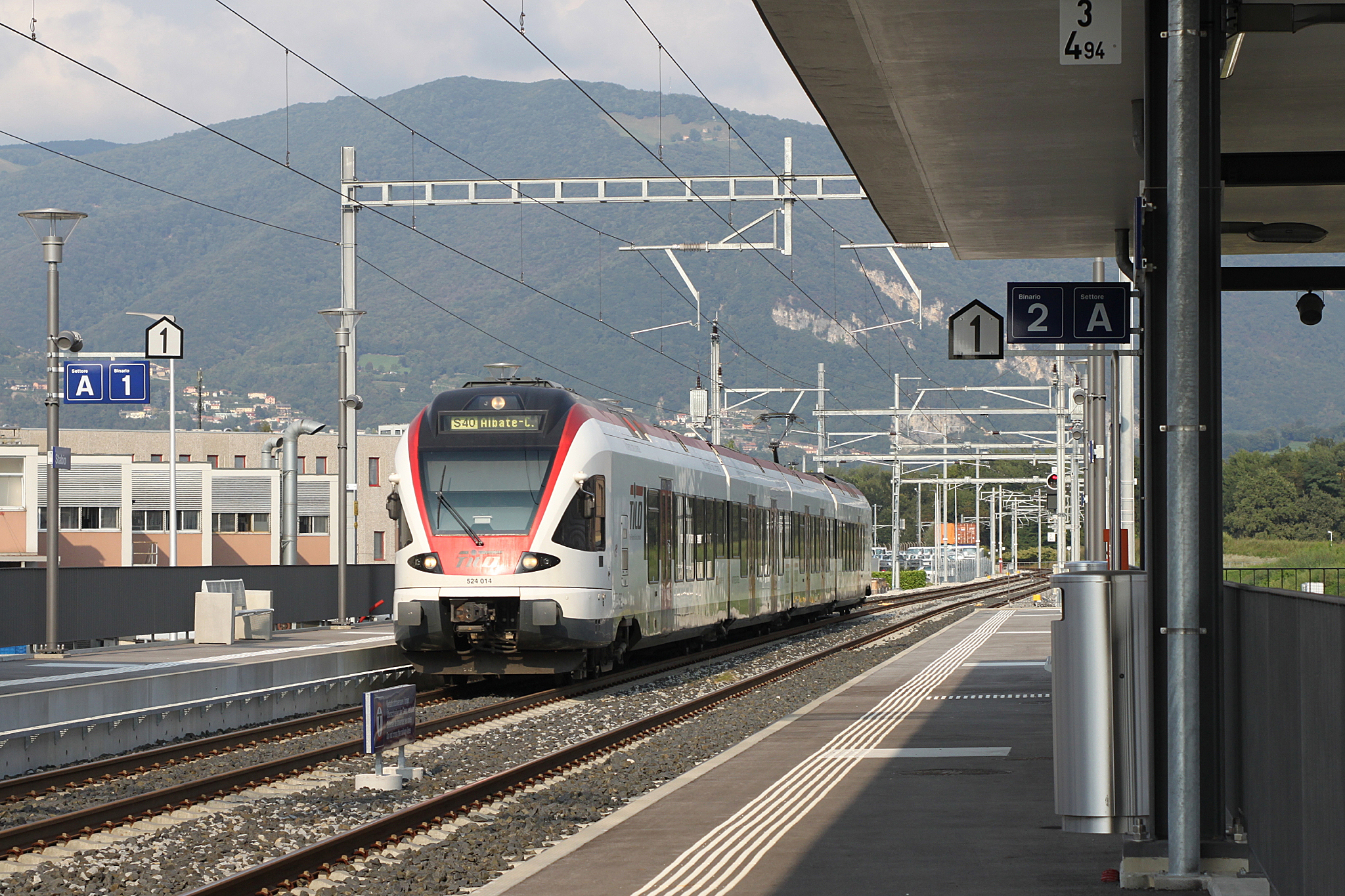
Stadler FLIRT RABe 524 à quai en gare de Stabio. Il s'apprête à assurer un train S40 à destination d'Albate-Camerlata.

Dès janvier 2014, des travaux sont lancés entre Cadenazzo et Luino, sur la ligne du Gambarogno, afin d'améliorer l'alimentation électrique par caténaire des trains en résolvant les problèmes de chute de tension. Il est prévu d'installer des autotransformateurs mobiles à Contone, Ranzo-Sant'Abbondio et Luino. Ceux-ci permettent d'augmenter (ici, doubler) la tension électrique et donc de diviser pratiquement par deux l'intensité du courant, réduisant ainsi la chute de potentiel sur de longues distances. La fin des travaux est prévue pour novembre 2015 avec une mise en service anticipée côté Suisse pour avril-mai 2015.
Le 23 juin 2014, la ligne de Mendrisio à Varèse est mise en service, et donc sous tension, jusqu'à la frontière entre l'Italie et la Suisse. Elle est exploitée par les collaborateurs du centre d'exploitation sud de Pollegio. Dès l'automne, des trains TiLo ont circulé sur la ligne pour des tests d'exploitation. La ligne est finalement ouverte à l'exploitation commerciale pour le changement d'horaire 14 décembre 2014. Elle est desservie uniquement aux heures de pointe par la nouvelle ligne S40 qui relie donc la gare de Stabio à celle d'Albate-Camerlata. Cette mise en service partielle intègre déjà l'horaire définitif permettant des correspondances entre les lignes S10 et S40 en gare de Mendrisio. En complément, une ligne S50 est créée pour assurer un service ferroviaire complémentaire en heure de pointe (sauf le dimanche) entre Mendrisio et Stabio en correspondance à Mendrisio avec les lignes S10 et RE10,. Un train RegioExpress sans changement, exploité par TiLo, est également créé entre Locarno (départ à 7 h 17) et Lugano (arrivée à 8 h 7). La ligne S40 est également limitée à Chiasso à la suite des travaux de remplacement du tunnel de Coldrerio situé entre Mendrisio et Chiasso. La ligne S10 assure à certaines heures de la journée la desserte entre Chiasso et Albate-Camerlata,.

### 2015-2020: Mise en service complète de Stabio à l'aéroport de Malpensa et développement de l'offre
À la suite du changement d'horaire du 13 décembre 2015, la circulation des trains des lignes S40 et S50, entre Mendrisio et Stabio, est généralisée à l'ensemble de la journée, toujours du lundi au samedi. Le parc relais de la gare de Stabio a été agrandi avec 80 places supplémentaires.
Le changement d'horaire du 11 décembre 2016 a entraîné le prolongement de la ligne RegioExpress RE10 sur la ligne du Gothard, jusqu'à Erstfeld en traversant le tunnel ferroviaire du Saint-Gothard. La ligne dessert toutes les heures les gares d'Erstfeld à Bellinzone et est prolongée toutes les deux heures jusqu'à la gare de Milan-Centrale. Elle est en correspondance direct « quai à quai » avec les trains InterRegio circulant toutes les heures en alternance vers Bâle ou Zurich via la gare d'Arth-Goldau.
À partir du 15 mai 2017, des travaux ont été réalisés en gare de Lugano-Paradiso afin d'adapter les quais pour les rendre accessibles aux personnes à mobilité réduite et construire une passerelle reliant les quais.

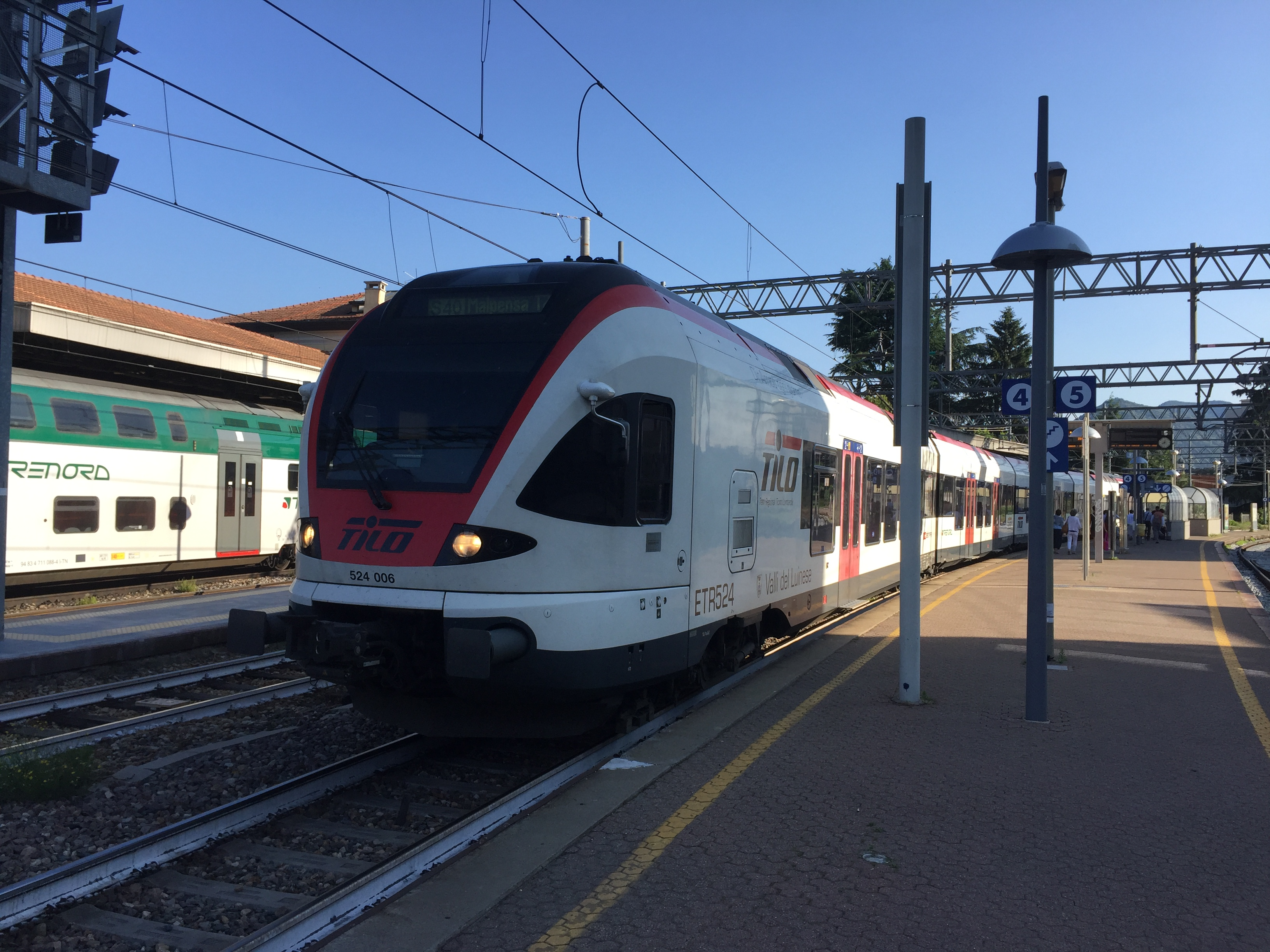
RABe 524 à quai en gare de Varèse assurant un train S40 entre Côme San Giovanni et l'aéroport de Malpensa.

Le vendredi 22 décembre 2017 a eu lieu le voyage inaugural de la nouvelle ligne de Varèse à Mendrisio. Un train spécial affrêté par TiLo a ainsi circulé au départ de Milan en effectuant un arrêt en gare de Varèse et un second en gare de Mendrisio, où est montée la présidente de la confédération suisse, Doris Leuthard. Il est ensuite reparti pour la gare d'Induno Olona où a eu lieu la cérémonie d'inauguration. Des temps de trajet de 49 minutes sont annoncés entre Lugano et Varèse et de 41 minutes entre Côme et Varèse. Les lignes S10 et S40 sont prolongées en service commercial jusqu'à Varèse à partir du 7 janvier 2018.
En février 2018, l'Office fédéral des transports a lancé la procédure d'approbation des plans du déplacement de la gare de Sant'Antonino d'environ 350 mètres vers Locarno afin de pouvoir y assurer l'arrêt de futurs trains RegioExpress reliant Locarno à Lugano à travers le tunnel de base du Ceneri à partir de décembre 2020. Le montant de l'investissement est estimé à environ 12 millions de francs suisses. Les travaux ont été démarrés au mois de mai 2019 pour une mise en service au changement d'horaire du 13 décembre 2020.
À partir du 5 mars 2018, les arrêts en gare de Quartino, San Nazzaro et Gerra (Gambarogno) sont transformés en arrêt sur demande afin de réduire la consommation d'énergie sur la ligne S30 en limitant les arrêts inutiles. Cette expérimentation entre dans le cadre d'un projet engagé par les CFF pour réduire leur consommation d'énergie,.
Le 10 juin 2018, la ligne S40 est prolongée de Varèse à l'aéroport international de Malpensa, offrant neuf allers-retours. La ligne S30 est limitée en conséquence à Gallarate et mise en correspondance avec la ligne S40 pour l'accès à l'aéroport.
Le 9 juin 2019, un changement d'horaire a été mis en place, consacrant la mise en place de l'horaire définitif sur la ligne de Mendrisio à Varèse. La ligne S50 reprend le prolongement de Varèse à l'aéroport de Malpensa sans changement, de 5 h 0 à 23 h 0 tous les jours de la semaine. La ligne S40 est quant à elle par conséquent limitée jusqu'à Varèse et circule du lundi au samedi de 5 h 30 à 20 h 0 environ. L'horaire de la ligne RE10 est également légèrement modifié à certaines heures, rallongeant ainsi le temps de parcours.
Le 3 décembre 2019, la gare de Locarno-Muralto rénovée a été officiellement inaugurée. Pour un investissement d'environ 12 millions de francs suisses, entièrement à la charge des CFF, le bâtiment voyageurs a été rénové avec le changement des installations électriques et de chauffage ainsi que l'isolation thermique complète des murs de manière à répondre au standard Minergie. Quatre guichets dans la gare avaient déjà été rouverts au mois de juillet de la même année.

### 2020-2021: Ouverture du tunnel de base du Ceneri et nouvelle offre
À la suite de la mise en service du tunnel de base du Ceneri, inauguré le 4 septembre 2020, l'offre du RER tessinois a été profondément remaniée. À la suite de la pandémie de Covid-19 et de retards de travaux, le déploiement de la nouvelle offre s'est effectuée en deux temps. En effet, la nouvelle offre nécessitait une augmentation de capacité sur la ligne de Giubiasco à Locarno grâce au doublement des voies sur une distance de 4 kilomètres entre les ponts sur la rivière Tessin (point kilométrique 162,680) et sur la rivière Verzasca (point kilométrique 167,000). La signalisation a également été adaptée pour réduire la distance admissible entre deux trains consécutifs des points kilométriques 161,605 à 171,280.
Lors du changement d'horaire du 13 décembre 2020, une ligne RE80 est mise en place pour assurer une liaison cadencée à l'heure entre Locarno et Lugano en environ 30 minutes à travers le tunnel de base du Ceneri. Le terminus de la ligne RE10 est déplacé à Bellinzone à la suite de la mise en place des lignes 26/46 via la ligne de faîte du Gothard afin d'assurer une liaison directe chaque heure en alternance entre Bellinzone, Zurich et Bâle. Ces liaisons sont dorénavant exploitées par le Südostbahn.
Le 5 avril 2021, un second changement d'horaire a eu lieu. La ligne S20 est limitée au nord à la gare de Castione-Arbedo tandis que les lignes S10/S50 circulent à travers le tunnel de base du Ceneri entre Giubiasco et Lugano mais aussi prolongées à Biasca avec certains services en début ou fin de journée amorcés en gare d'Airolo. En contrepartie, une ligne S90 est créée de manière à desservir toutes les demi-heures les gares de la ligne historique du Monte Ceneri. Ces trains circulent toutes les demi-heures de Giubiasco à Lugano et sont prolongés une fois par heure jusqu'à Mendrisio. Enfin, la ligne RE10 est supprimée au profit d'une cadence à la demi-heure sur la ligne RE80 entre Locarno, Lugano et Chiasso. La ligne est prolongée une fois par heure jusqu'à Milan-Centrale,. Les lignes 26/46 sont également prolongées jusqu'à Locarno,.

### 2023-2024: Ouverture de la gare deMinusio
La gare de Minusio, située sur la ligne de Giubiasco à Locarno, est mise en service à l'occasion du changement d'horaire du 10 décembre 2023. Dotée de deux voies bordées par deux quais latéraux, chacun d'une longueur de 220 mètres, elle est desservie les lignes S20 et RE80, soit quatre trains par heure et par sens.

## Réseau

### Ligne S10
Les trains de la ligne S10 assurent la desserte semi-horaire de toutes les gares situées entre Biasca et Chiasso en circulant à travers le tunnel de base du Ceneri entre les gares de Giubiasco et de Lugano. Ces trains sont prolongés une fois par heure jusqu'à la gare de Côme San Giovanni. Ils circulent alors couplés avec une rame assurant un service S50 entre les gares de Biasca et de Mendrisio où les deux rames sont scindées ou unies (suivant le sens de circulation). Les trains sont exceptionnellement prolongés au nord jusqu'à Airolo en début et fin de journée.
| S10 | (Airolo ↔) Biasca ↔ Chiasso (↔ Côme San Giovanni)                                                  | (Airolo ↔) Biasca ↔ Chiasso (↔ Côme San Giovanni)                                                  | (Airolo ↔) Biasca ↔ Chiasso (↔ Côme San Giovanni) | (Airolo ↔) Biasca ↔ Chiasso (↔ Côme San Giovanni) | (Airolo ↔) Biasca ↔ Chiasso (↔ Côme San Giovanni) | (Airolo ↔) Biasca ↔ Chiasso (↔ Côme San Giovanni) | (Airolo ↔) Biasca ↔ Chiasso (↔ Côme San Giovanni) | (Airolo ↔) Biasca ↔ Chiasso (↔ Côme San Giovanni) |
| S10 | Durée du trajet 71/73 min (Biasca ↔ Chiasso) 85/87 min (Biasca ↔ Côme) 132/130 min (Airolo ↔ Côme) | Durée du trajet 71/73 min (Biasca ↔ Chiasso) 85/87 min (Biasca ↔ Côme) 132/130 min (Airolo ↔ Côme) | Nombre d'arrêts 19                                | Nombre d'arrêts 19                                | Cadencement Semi-horaire                          | Cadencement Semi-horaire                          | Jour de fonctionnement L, Ma, Me, J, V, S, D      | Jour de fonctionnement L, Ma, Me, J, V, S, D      |

### Ligne S20

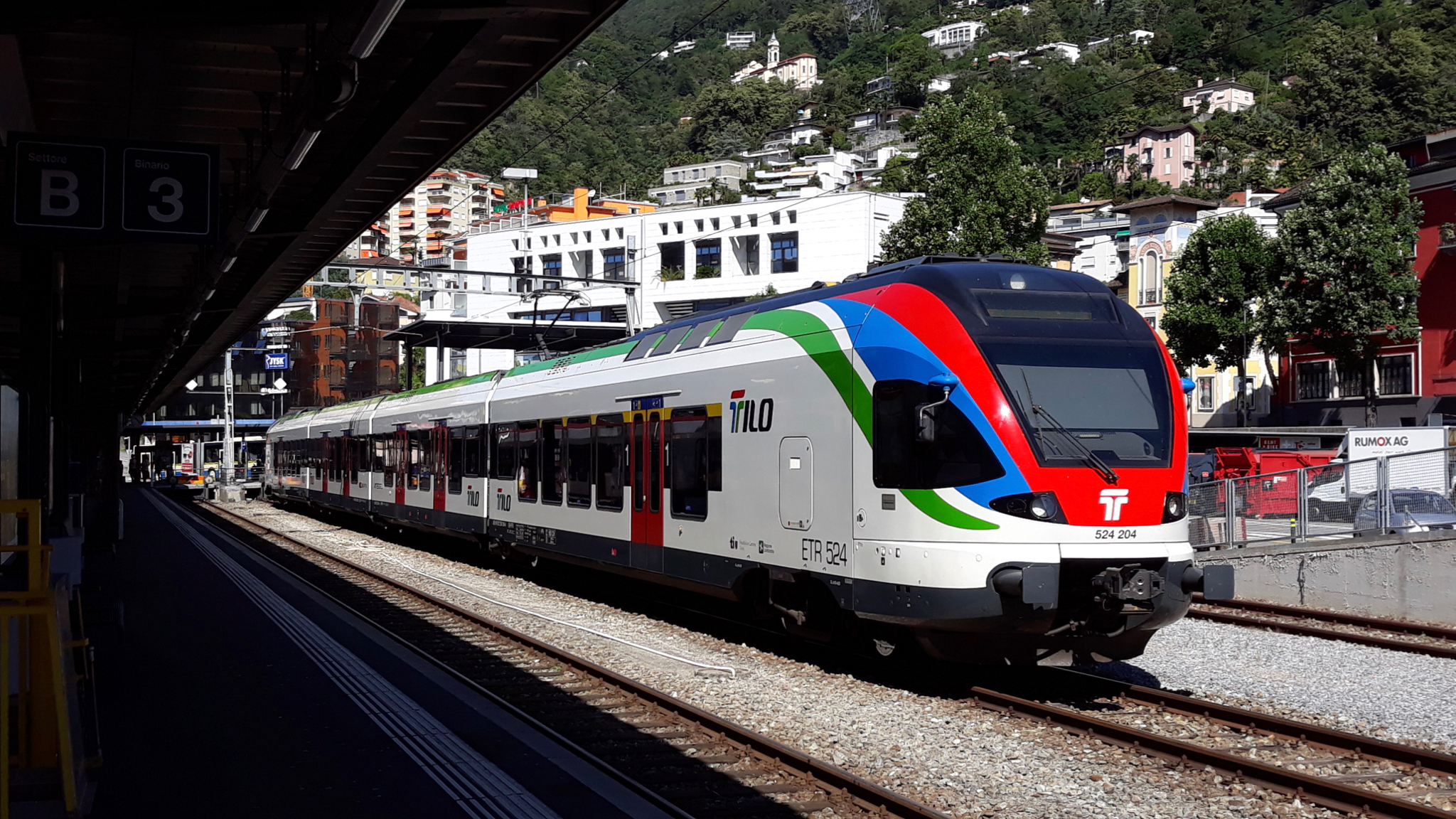
FLIRT RABe 524 en livrée TiLo à quai en gare de Locarno.

Les trains de la ligne S20 assurent la desserte semi-horaire de toutes les gares situées entre Castione-Arbedo et Locarno tous les jours de la semaine.
| S20 | Castione-Arbedo ↔ Bellinzone ↔ Locarno | Castione-Arbedo ↔ Bellinzone ↔ Locarno | Castione-Arbedo ↔ Bellinzone ↔ Locarno | Castione-Arbedo ↔ Bellinzone ↔ Locarno | Castione-Arbedo ↔ Bellinzone ↔ Locarno | Castione-Arbedo ↔ Bellinzone ↔ Locarno | Castione-Arbedo ↔ Bellinzone ↔ Locarno       | Castione-Arbedo ↔ Bellinzone ↔ Locarno       |
| S20 | Durée du trajet 33/32 min              | Durée du trajet 33/32 min              | Nombre d'arrêts 10                     | Nombre d'arrêts 10                     | Cadencement Semi-horaire               | Cadencement Semi-horaire               | Jour de fonctionnement L, Ma, Me, J, V, S, D | Jour de fonctionnement L, Ma, Me, J, V, S, D |

### Ligne S30
Les trains de la ligne S30 assurent la desserte de toutes les gares situées entre Cadenazzo, Luino et Gallarate toutes les deux heures tous les jours de la semaine. Le premier train du matin est amorcé en gare de Bellinzone. La ligne est en correspondance en gare de Gallarate avec la ligne S50 pour l'aéroport de Malpensa. En pratique, depuis le changement d'horaire du 5 avril 2021 et jusqu'à décembre 2021, les trains sont remplacés par des autobus entre 9 h 0 et 13 h 0 en raison de travaux.
| S30 | (Bellinzone ↔) Cadenazzo ↔ Luino ↔ Gallarate                                    | (Bellinzone ↔) Cadenazzo ↔ Luino ↔ Gallarate                                    | (Bellinzone ↔) Cadenazzo ↔ Luino ↔ Gallarate | (Bellinzone ↔) Cadenazzo ↔ Luino ↔ Gallarate | (Bellinzone ↔) Cadenazzo ↔ Luino ↔ Gallarate | (Bellinzone ↔) Cadenazzo ↔ Luino ↔ Gallarate | (Bellinzone ↔) Cadenazzo ↔ Luino ↔ Gallarate | (Bellinzone ↔) Cadenazzo ↔ Luino ↔ Gallarate |
| S30 | Durée du trajet 97 min (Cadenazzo ↔ Gallarate) 109 min (Bellinzone ↔ Gallarate) | Durée du trajet 97 min (Cadenazzo ↔ Gallarate) 109 min (Bellinzone ↔ Gallarate) | Nombre d'arrêts 24                           | Nombre d'arrêts 24                           | Cadencement Toutes les deux heures           | Cadencement Toutes les deux heures           | Jour de fonctionnement L, Ma, Me, J, V, S, D | Jour de fonctionnement L, Ma, Me, J, V, S, D |

### Ligne S40
Les trains de la ligne S40 assurent la desserte de toutes les gares situées entre Côme San Giovanni et Varèse en rebroussant à Mendrisio. Cette ligne circule à une cadence horaire du lundi au samedi, en-dehors des jours fériés. Le premier train du matin est amorcé en gare de Bellinzone. La ligne est en correspondance en gare de Mendrisio avec la ligne S10 afin d'assurer une desserte cadencée à la demi-heure entre Bellinzone, Lugano et Varèse,.
| S40 | Côme San Giovanni ↔ Mendrisio ↔ Varèse | Côme San Giovanni ↔ Mendrisio ↔ Varèse | Côme San Giovanni ↔ Mendrisio ↔ Varèse | Côme San Giovanni ↔ Mendrisio ↔ Varèse | Côme San Giovanni ↔ Mendrisio ↔ Varèse | Côme San Giovanni ↔ Mendrisio ↔ Varèse | Côme San Giovanni ↔ Mendrisio ↔ Varèse    | Côme San Giovanni ↔ Mendrisio ↔ Varèse    |
| S40 | Durée du trajet 48 min                 | Durée du trajet 48 min                 | Nombre d'arrêts 9                      | Nombre d'arrêts 9                      | Cadencement Horaire                    | Cadencement Horaire                    | Jour de fonctionnement L, Ma, Me, J, V, S | Jour de fonctionnement L, Ma, Me, J, V, S |

### Ligne S50
Les trains de la ligne S50 assurent la desserte de toutes les gares situées entre Biasca et la gare de Malpensa T2 en circulant à travers le tunnel de base du Ceneri entre les gares de Giubiasco et de Lugano. Ils circulent couplés avec une rame assurant un service S10 entre les gares de Biasca et de Mendrisio où les deux rames sont scindées ou unies (suivant le sens de circulation). Les trains sont exceptionnellement prolongés au nord jusqu'à Airolo en début et fin de journée,.
| S50 | (Airolo ↔) Biasca ↔ Malpensa T2                                                       | (Airolo ↔) Biasca ↔ Malpensa T2                                                       | (Airolo ↔) Biasca ↔ Malpensa T2 | (Airolo ↔) Biasca ↔ Malpensa T2 | (Airolo ↔) Biasca ↔ Malpensa T2 | (Airolo ↔) Biasca ↔ Malpensa T2 | (Airolo ↔) Biasca ↔ Malpensa T2              | (Airolo ↔) Biasca ↔ Malpensa T2              |
| S50 | Durée du trajet 142/144 min (Biasca ↔ Malpensa T2) 189/187 min (Airolo ↔ Malpensa T2) | Durée du trajet 142/144 min (Biasca ↔ Malpensa T2) 189/187 min (Airolo ↔ Malpensa T2) | Nombre d'arrêts 26              | Nombre d'arrêts 26              | Cadencement Horaire             | Cadencement Horaire             | Jour de fonctionnement L, Ma, Me, J, V, S, D | Jour de fonctionnement L, Ma, Me, J, V, S, D |

### Ligne S60
La ligne S60 est l'unique ligne du RER tessinois qui n'est pas desservie par TiLo mais par le chemin de fer Lugano–Ponte Tresa. Ses trains assurent la desserte de toutes les gares situées entre la gare de Lugano FLP et Ponte Tresa. La ligne est cadencée au quart d'heure en journée en semaine et à la demi-heure en soirée et le week-end.
| S60 | Lugano FLP ↔ Ponte Tresa   | Lugano FLP ↔ Ponte Tresa   | Lugano FLP ↔ Ponte Tresa | Lugano FLP ↔ Ponte Tresa | Lugano FLP ↔ Ponte Tresa            | Lugano FLP ↔ Ponte Tresa            | Lugano FLP ↔ Ponte Tresa                     | Lugano FLP ↔ Ponte Tresa                     |
| S60 | Durée du trajet 26 minutes | Durée du trajet 26 minutes | Nombre d'arrêts 12       | Nombre d'arrêts 12       | Cadencement Tous les quarts d'heure | Cadencement Tous les quarts d'heure | Jour de fonctionnement L, Ma, Me, J, V, S, D | Jour de fonctionnement L, Ma, Me, J, V, S, D |

### Ligne S90
Les trains de la ligne S90 assurent la desserte toutes les demi-heures de l'ensemble des gares situées entre Giubiasco et Lugano via la ligne historique du Gothard et le Monte Ceneri. Un train sur deux est prolongé jusqu'en gare de Mendrisio. À noter que certains trains de début ou fin de service peuvent être amorcés de Bellinzone ou prolongés jusqu'à Biasca.
| S90 | Giubiasco ↔ Lugano (↔ Mendrisio)                                                 | Giubiasco ↔ Lugano (↔ Mendrisio)                                                 | Giubiasco ↔ Lugano (↔ Mendrisio) | Giubiasco ↔ Lugano (↔ Mendrisio) | Giubiasco ↔ Lugano (↔ Mendrisio) | Giubiasco ↔ Lugano (↔ Mendrisio) | Giubiasco ↔ Lugano (↔ Mendrisio)             | Giubiasco ↔ Lugano (↔ Mendrisio)             |
| S90 | Durée du trajet 27 minutes (Giubiasco ↔ Lugano) 49 minutes (Giubiasco ↔ Chiasso) | Durée du trajet 27 minutes (Giubiasco ↔ Lugano) 49 minutes (Giubiasco ↔ Chiasso) | Nombre d'arrêts 12               | Nombre d'arrêts 12               | Cadencement Semi-horaire         | Cadencement Semi-horaire         | Jour de fonctionnement L, Ma, Me, J, V, S, D | Jour de fonctionnement L, Ma, Me, J, V, S, D |

### Ligne RE80
Les trains de la ligne RegioExpress RE80 assurent la desserte toutes les demi-heures de l'ensemble des gares situées entre Locarno et Lugano via le tunnel de base du Ceneri ainsi que Lugano-Paradiso et Mendrisio. Les trains sont prolongés une fois par heure jusqu'à la gare de Milan-Centrale. À noter que les trains sont cadencés strictement à la demi-heure de Locarno à Lugano. Les trains à destination de Milan-Centrale effectuent un arrêt prolongé en gare de Lugano durant 7 minutes pour les trains en direction de Milan et 8 minutes pour les trains se dirigeant vers Locarno. Les trains sont décalés de 23 à 24 minutes suivant le sens de circulation entre Lugano et Chiasso.
| RE80 | Locarno ↔ Lugano ↔ Chiasso (↔ Milan-Centrale)                                            | Locarno ↔ Lugano ↔ Chiasso (↔ Milan-Centrale)                                            | Locarno ↔ Lugano ↔ Chiasso (↔ Milan-Centrale) | Locarno ↔ Lugano ↔ Chiasso (↔ Milan-Centrale) | Locarno ↔ Lugano ↔ Chiasso (↔ Milan-Centrale) | Locarno ↔ Lugano ↔ Chiasso (↔ Milan-Centrale) | Locarno ↔ Lugano ↔ Chiasso (↔ Milan-Centrale) | Locarno ↔ Lugano ↔ Chiasso (↔ Milan-Centrale) |
| RE80 | Durée du trajet 57/64 minutes (Locarno ↔ Chiasso) 115 minutes (Locarno ↔ Milan-Centrale) | Durée du trajet 57/64 minutes (Locarno ↔ Chiasso) 115 minutes (Locarno ↔ Milan-Centrale) | Nombre d'arrêts 16                            | Nombre d'arrêts 16                            | Cadencement Semi-horaire                      | Cadencement Semi-horaire                      | Jour de fonctionnement L, Ma, Me, J, V, S, D  | Jour de fonctionnement L, Ma, Me, J, V, S, D  |

## Matériel roulant
La flotte de TilO utilisée pour le réseau express régional tessinois est composée de 54 rames Stadler FLIRT RABe 524. On y retrouve 23 unités à 4 voitures mises en service entre 2007 et 2014, 17 unités à 6 voitures mises en service entre 2009 et 2014. Depuis 2020, 14 nouveaux trains FLIRT 3 RABe 524 dits « TSI », interopérables entre l'Italie et la Suisse, sont mis en service,.
La ligne S60, exploitée par le chemin de fer Lugano-Ponte Tresa, est équipée de sept rames dont cinq Be 4/12, deux Be 4/8 et un locotracteur diesel. La première rame Stadler TRAMLINK a été livrée au mois de mars 2021. Elle fait partie d'une commande totale de neuf unités visant à moderniser le parc de matériel roulant,.